# 駭客任務：復活
是一部於2021年上映的美國科幻動作片，由拉娜·華卓斯基執導，並與亞歷山大·赫蒙和大衛·米切爾共同撰寫劇本。此片為2003年電影《駭客任務完結篇：最後戰役》的續集、「駭客任務系列」的第四部作品。主演包括基努·李維、凱莉-安·摩絲、葉海亞·阿巴杜-馬汀二世、潔西卡·漢維克、強納森·葛洛夫、尼爾·派屈克·哈里斯、琵豔卡·喬普拉、克莉絲汀娜·蕾奇、泰爾瑪·霍普金斯、艾倫迪拉·伊巴拉、托比·盎烏邁爾、馬可斯·尼麥特、布萊恩·J·史密斯和潔達·蘋姬·史密斯。
《駭客任務：復活》2021年12月16日在多倫多舉行全球首映典禮，2021年12月22日美國院線上映，同日上線HBO Max，日期為一個月。

## 劇情
記憶女神號（Mnemosyne）飞船的船长兔儿（Bugs）在母體的独立模擬中发现一个執行旧代码的程式，程式的內容重現了《駭客任務》中“崔妮蒂在房間中发现尼歐的位置，结果被母體的干员发现”的橋段，但不同的是，畫面中的崔妮蒂不是本人而且被幹員抓住。兔儿发现其中一位干员举止怪异，竟然是莫斐斯的化身，于是赶在节点被清除前，将他从中救出。
而在母體中的虛擬世界，知名游戏开发者湯马斯·安德森根据自己的梦境创作出《駭客任務三部曲》（Matrix）游戏並成為熱潮。他时常光顾一家咖啡店，因為店内有一位常客很像他在梦中见过的崔妮蒂，不过她卻是一位已婚且為人母、名為蒂芬妮的女性。安德森经常被幻覺困扰，无法分辨哪里是现实，哪里是幻覺，心理治疗师给了他一些蓝色药丸，说可以帮助他保持理智，但他中途停药。
有一天，他发现游戏開發中的源代碼被人入侵，但这个代碼后来被他的生意伙伴史密斯删除，对方还说他们的投资方华纳兄弟影业希望能为三部曲出续作。
兔儿和莫斐斯在母體中定位到尼歐的信号，然而大家都觉得尼歐應該已經在多年前的机器大战中牺牲了。跟踪尼歐的路上，两人发现是安德森無意识中執行了那个源代碼，讓莫斐斯能从母體中被解放。兔儿与隊友进入母體，定位出尼歐在现实中肉體的所在地，而安德森的生意伙伴史密斯其实就是幹員史密斯干员，一直在密切监视着安德森的一举一动。兔儿帮安德森躲避史密斯，此时史密斯启动了“群体模式”（Swarm Mode），将所有人转变成武器，用来对付他们。兔儿和莫斐斯说尼歐仍在母體的模拟之中，安德森一开始不相信，直到后来他逐渐發現模拟中各種破綻，才同意自母體世界中脱离。
尼歐從一個吊舱中醒来，發現崔妮蒂被禁锢在對面的吊舱中，隨即被兔儿的兩個機器人夥伴救走。尼歐被谟涅摩叙涅号带到人类新的避难所艾歐（Io），见到已经老去的奈歐碧。现实世界自從上次的大戰後其實已过了60年，存活下来的人类和認為不應消滅人類的部分机器人结盟，携手对付母體中的异常扰动（Anomaly）。奈歐碧带尼歐见沙谛，也就是尼歐多年前遇过的流放者小女孩程式。沙谛说自上次大戰後，因解放人類所導致的能源短缺，使得機器和機器之間發生了战争；最後導致錫安毀滅、老戰友莫斐斯也因而戰死。之後，异常扰动形成，不知為何卻复活了尼歐与崔妮蒂，并将两个人与其他培養人類隔離。尼歐想救崔妮蒂，但被奈歐碧禁止，並且下令將尼歐拘禁在牢房中，兔儿、莫斐斯跟其他船員則违抗她的命令，開著飛船帶走尼歐並准备解救崔妮蒂。
尼歐与兔儿定位到母體内有异常活动，一起进去一探究竟，结果遇到史密斯及梅若賓基恩等被流放的程式，他們一心想将母體恢复成原有形态。兔儿一行人大战流放者，尼歐則正面对戰史密斯，並在打鬥中逐渐恢复在母體中扭曲现实世界规则的能力。史密斯最终被击败，兔儿把尼歐带到蒂芬妮工作的的汽修改裝工廠。尼歐才刚想跟蒂芬妮说话，心理治疗师便立刻現身控制住他。心理治疗师透露自己真實身份是接替造物主的程式分析师（Analyst），一直在研究人类的心理，逐渐变得强大。他看到尼奥和崔妮蒂最後在战争中死去，便复活了他們以研究二人。经过无数次的系統更新迭代，他发现尼歐和崔妮蒂二人分別来看没有並什么特别之处，可一旦兩人接觸彼此，產生的不知名能量竟然能夠压制整个系统，因此只需让两个人靠近彼此但保持一定距離避免接觸，就能讓整個母體獲得源源不絕的能量。但如今尼歐逃走破坏了系统的平衡，机器大军准备再度開戰但被分析师阻止，並以蒂芬妮的性命威胁尼歐必须返回吊舱。
尼歐和兔儿被迫逃離母體，奈歐碧命令另一艘飞船押解谟涅摩叙涅号立刻返回艾歐。沙諦派出特使前來向奈歐碧與尼歐解釋現況，並表示這其實是個大好機會。原來沙諦的父母設計了復活並囚禁尼歐和崔妮蒂的吊舱，但他們在發現了復活倉的真正用途後將設計秘密轉交給了沙諦，分析師認為沙諦的父母背叛了系統而將他們殺害，這正是沙諦報仇的最佳時機。尼歐说服奈歐碧批准他帶領大家前去解救崔妮蒂。重返母體後尼歐向分析师提議，如果崔妮蒂希望離開母體，分析師不得阻止；而如果崔妮蒂不同意，他就自願永遠被囚禁在母體內，分析师接受尼歐的提议。後來以蒂芬妮身份出現的崔妮蒂来到两人面前，蒂芬妮的家人卻突然出现，謊稱蒂芬妮的孩子受了重傷，打算以親情勒索迫使她留在母體。但在最后关头，崔妮蒂拒绝承认自己在母體內的虛構人設，说自己討厭蒂芬妮這個名字，並表明自己就是崔妮蒂。正當分析师准备杀掉二人時，史密斯卻突然現身阻止了分析师的行动，给了尼歐一行人逃跑的机会。尼歐和崔妮蒂一路吸引敵人追殺自己，让兔儿及其他船員趁机逃出了母體。分析师则以群体模式控制母體內的普通人類变成自殺大军來对付两人。尼歐和崔妮蒂最終逃到一座摩天大楼頂樓，走投無路下，两人从楼顶纵身一跃，结果竟使崔妮蒂發動了尼歐原有的飞行能力，反而是尼歐變得無法飛行，最後只能由崔妮蒂拉著尼歐飛離分析师的追殺。
最後，尼歐和崔妮蒂再度回到母體拜訪分析师，並表示兩人接下來將改革母體，要分析師不要插手，否则將面临更严重的后果。说完，两人一同飞走了。

## 演員
| 演員                   | 角色                | 簡介 |
| ---------------------- | ------------------- | --- |
| 基努·李維              | 湯瑪斯·安德森／尼歐 | 曾經從母體逃出成為人類的救星，如今失去過往的記憶，身份為一名平凡的遊戲軟體工程師湯瑪斯·安德森。                                                                                                  |
| 凱莉-安·摩絲           | 蒂芬妮／崔妮蒂      | 曾經從母體逃出的駭客，如今在母體的身份為和某人結婚並擁有三個孩子的母親蒂芬妮。 |
| 葉海亞·阿巴杜-馬汀二世 | 莫斐斯              | 將尼歐從母體中解救出來的電腦人駭客，也是他的嚮導。 |
| 潔西卡·漢維克          | 兔兒                | 左肩有著白兔紋身的藍髮駭客。 |
| 強納森·葛洛夫          | 史密斯              | 於母體中為湯瑪斯·安德森的上司兼事業夥伴。實際身份為重生的電腦人史密斯幹員。 |
| 尼爾·派屈克·哈里斯     | 分析師              | 於母體中為湯瑪斯·安德森的心理治療師。實際身份為監控並阻止尼歐甦醒的母體分析師。 |
| 琵豔卡·喬普拉          | 沙諦                | 未遭肅清的流放者程式。實則為《最後戰役》中曾與尼歐交談過的印度小女孩程式。 |
| 潔達·蘋姬·史密斯       | 奈爾碧              | 新人類首都IO（艾歐）之人類將軍首領，前聖子號艦長。 |
| 藍柏·威爾森            | 梅若賓基恩          | 古老且強大的程式。實則為《駭客任務》第二集中關押關鍵人物的自主程式。 |
| 丹尼爾·伯恩哈特        | 強森探員            | 高等人工智慧程式。 |
| 艾倫迪拉·伊巴拉        | 萊克西              | |
| 馬可斯·尼麥特          | 薛福                | 為人類將軍首領奈歐碧的手下，被下令關押尼歐，並在帶領尼歐前往牢房途中表示自己熱衷於研究「尼歐學」，如今能親眼見到傳說感到非常興奮有一萬個問題想問。後自願加入重返母體協助尼歐解救崔妮蒂的志願軍。 |
| 布萊恩·J·史密斯        | 伯格                | |
| 托比·盎烏邁爾          | 西奎亞              | |

此外，克莉絲汀娜·蕾奇、泰瑪·霍普金斯、安德魯·考德威爾和愛倫·霍爾曼分別飾演關·德維爾（Gwyn de Vere）、芙蕾雅（Freya）、裘德（Jude）和艾克霍（Echo）。

## 製作

### 發展
在製作《駭客任務》電影時，華卓斯基姐妹向他們緊密的合作者透露，當時他們並無打算在《駭客任務完結篇：最後戰役》之后再製作一部電影。2015年2月，在宣傳《朱比特崛起》的採訪中，莉莉·華卓斯基稱回歸《駭客任務》是「當今最令人反感的想法」。拉娜·華卓斯基在回應有關華納兄弟有意重啟《駭客任務》的謠言時，表示她們並沒有受到任何消息，但她相信工作室可能正在尋找替換她們的人選。
2017年3月，據《好萊塢報導》報導，華納兄弟將重啟《駭客任務》，開發處於初期的階段，扎克·佩恩為擔任編劇進行洽談。消息指改由麥可·B·喬丹擔任主演，而華卓斯基姐妹和喬·西佛並沒有參與製作。其後，據報道指出該片並不是重啟作，而是一部有關年輕版莫斐斯的前傳電影。基努·李維表示，只有華卓斯基姐妹編劇和執導時，他才會回歸潛在的《駭客任務》電影。2017年4月，史密斯探員的演員雨果·威明表示如果有好的劇本，而且有華卓斯基姐妹參與的話，他將願意回歸出演未來的《駭客任務》電影，儘管他相信製片人將會重新選角。
2019年5月，據報道，曾在華卓斯基多部電影（包括《駭客任務》三部曲）擔任武術指導的查德·史塔赫斯基聲稱華卓斯基姐妹中至少有一個參與了新的《駭客任務》電影製作，但他並不確定他們會否執導。不久之後，史塔赫斯基澄清他只是在假說，並不是要確認他們是否有參與製作。

### 前期製作
2019年8月，華納兄弟正式宣佈開發《駭客任務4》。該片將由拉娜·華卓斯基執導，並與亞歷山大·赫蒙和大衛·米切爾共同撰寫劇本，兩者曾與華卓斯基在《超感8人組》合作過。葛蘭特·希爾將與華卓斯基用擔任製片人。該片將與以往的《駭客任務》電影一樣，由威秀電影製作、華納兄弟發行。李維和摩絲確認回歸飾演各自的角色。製作預計於2020年初開始。莉莉·華卓斯基因為忙於製作即將推出的Showtime電視網影集《進行式》而沒法參與電影的拍攝。2019年9月底，李維表示他已經讀過劇本，並對片中的尼歐感到「絕對的」興奮，而且表示劇本「很有野心，本來就應該是這樣子」。

### 選角
2019年10月，葉海亞·阿巴杜-馬汀二世和尼爾·派屈克·哈里斯加入演員陣容，而潔達·蘋姬·史密斯正為回歸飾演角色奈爾碧進行洽談，潔西卡·漢維克為加入演員陣容進行洽談。2019年12月，蘋姬·史密斯和漢維克確認出演電影，強納森·葛洛夫和托比·盎烏邁爾加入演員陣容。2020年1月，馬可斯·尼麥特和艾倫迪拉·伊巴拉加入演員陣容，而琵豔卡·喬普拉進入最後洽談階段。同月，曾在《駭客任務：重裝上陣》和《駭客任務完結篇：最後戰役》中飾演梅若賓基恩的藍柏·威爾森透露他正為回歸出演《駭客任務4》進行洽談，而雨果·威明宣佈因檔期衝突不會回歸第四集。2020年2月，喬普拉和威爾森確認出演電影，而安德魯·考德威爾、布萊恩·J·史密斯和愛倫·霍爾曼加入演員陣容。

### 拍攝

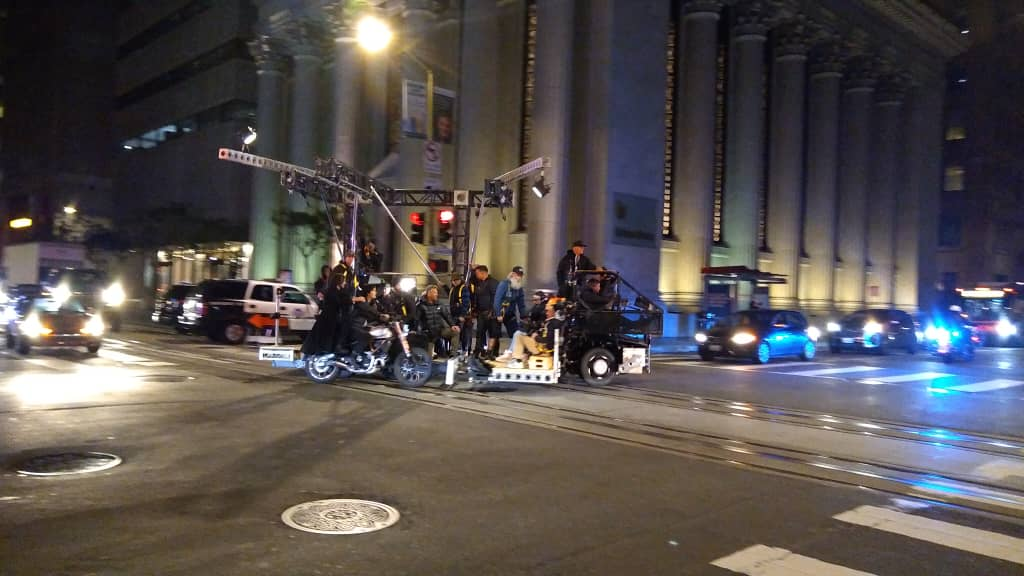
主演基努·李維和凱莉-安·摩絲在舊金山拍攝摩托車場景

主體拍攝於2020年2月5日在舊金山開始進行，暫定名稱為「冰淇淋專案」（Project Ice Cream）。電影亦將在芝加哥和德國的巴貝爾斯堡攝影棚進行拍攝。2020年3月，受2019冠狀病毒病美國疫情影響，華納兄弟宣佈暫停拍攝。2020年8月16日，李維證實已在柏林恢復拍攝。2020年9月底，宣佈丹尼爾·伯恩哈特回歸飾演強森探員。拍攝於2020年11月11日殺青。

### 後期製作
2021年6月，宣佈克莉絲汀娜·蕾奇和泰爾瑪·霍普金斯加入演員陣容。2021年9月，阿巴杜-馬汀二世確認飾演莫斐斯，該角色前面的三集由勞倫斯·費許朋飾演。

### 配乐
2021年9月，华纳兄弟确认强尼·克里梅克与汤姆·提克威尔为影片配乐，接任前三部的唐·戴维斯，继《超感猎杀》及《云图》后三度携手拉娜·沃卓斯基。
影片首支预告片采用迷幻摇滚乐团傑佛森飛船代表作《白兔》，拉娜表示该曲对应了在系列前作中频繁出现的《爱丽丝梦游仙境》元素，同时致敬了杰佛森飞船一开始在旧金山成立的地方矩阵俱乐部。
第二支预告片采用討伐體制樂團的代表作《醒来》，为电子乐混搭管辖乐团的版本，由塞巴斯蒂安·博姆（Sebastian Böhm）创作，原版为系列第一部作品的片尾曲。
影片配乐原声带于2021年12月17日发行，曲目《Neo and Trinity Theme (Johnny Klimek & Tom Tykwer Exomorph Remix)》于12月10日以单曲形式发行。
| 黑客帝国：矩阵重启 电影原声带（The Matrix Resurrections (Original Motion Picture Soundtrack)） | 黑客帝国：矩阵重启 电影原声带（The Matrix Resurrections (Original Motion Picture Soundtrack)） | 黑客帝国：矩阵重启 电影原声带（The Matrix Resurrections (Original Motion Picture Soundtrack)） |
| 曲序                                                                                           | 曲目                                                                                           | 时长                                                                                           |
| ---------------------------------------------------------------------------------------------- | ---------------------------------------------------------------------------------------------- | ---------------------------------------------------------------------------------------------- |
| 1.                                                                                             | Opening – The Matrix Resurrections                                                             | 5:22                                                                                           |
| 2.                                                                                             | Two and the Same                                                                               | 5:34                                                                                           |
| 3.                                                                                             | Meeting Trinity                                                                                | 1:52                                                                                           |
| 4.                                                                                             | It's in My Mind                                                                                | 4:24                                                                                           |
| 5.                                                                                             | I Fly or I Fall                                                                                | 3:15                                                                                           |
| 6.                                                                                             | Set and Setting                                                                                | 2:36                                                                                           |
| 7.                                                                                             | Into the Train                                                                                 | 2:37                                                                                           |
| 8.                                                                                             | Exit the Pod                                                                                   | 2:51                                                                                           |
| 9.                                                                                             | The Dojo                                                                                       | 3:44                                                                                           |
| 10.                                                                                            | Enter IO                                                                                       | 3:12                                                                                           |
| 11.                                                                                            | Inside IO                                                                                      | 3:37                                                                                           |
| 12.                                                                                            | Escape                                                                                         | 2:16                                                                                           |
| 13.                                                                                            | Broadcast Depth                                                                                | 2:54                                                                                           |
| 14.                                                                                            | Exiles                                                                                         | 2:44                                                                                           |
| 15.                                                                                            | Factory Fight                                                                                  | 3:47                                                                                           |
| 16.                                                                                            | Bullet Time                                                                                    | 4:54                                                                                           |
| 17.                                                                                            | Recruiting                                                                                     | 3:14                                                                                           |
| 18.                                                                                            | Infiltration                                                                                   | 2:40                                                                                           |
| 19.                                                                                            | I Like Tests                                                                                   | 2:31                                                                                           |
| 20.                                                                                            | I Can't Be Her                                                                                 | 2:43                                                                                           |
| 21.                                                                                            | Simulatte Brawl                                                                                | 3:05                                                                                           |
| 22.                                                                                            | Swarm                                                                                          | 3:36                                                                                           |
| 23.                                                                                            | Sky Scrape                                                                                     | 1:46                                                                                           |
| 24.                                                                                            | My Dream Ended Here                                                                            | 3:16                                                                                           |
| 25.                                                                                            | Neo and Trinity Theme (Johnny Klimek & Tom Tykwer Exomorph Remix)                              | 5:47                                                                                           |
| 26.                                                                                            | Opening – The Matrix Resurrections (Alessandro Adriani Remix)                                  | 6:19                                                                                           |
| 27.                                                                                            | My Dream Ended Here (Marcel Dettmann Remix)                                                    | 6:18                                                                                           |
| 28.                                                                                            | Nosce (Almost Falling Remix)                                                                   | 4:00                                                                                           |
| 29.                                                                                            | Bullet Time (Moderna Remix)                                                                    | 6:28                                                                                           |
| 30.                                                                                            | Back to the Matrix (Eclectic Youth Remix)                                                      | 5:16                                                                                           |
| 31.                                                                                            | Welcome to the Crib (System 01 Remix)                                                          | 6:48                                                                                           |
| 32.                                                                                            | Flowing (Thomas Fehlmann Remix)                                                                | 8:26                                                                                           |
| 33.                                                                                            | Temet (Esther Silex & Kotelett Remix)                                                          | 8:13                                                                                           |
| 34.                                                                                            | Choice (Psychic Health Remix)                                                                  | 5:29                                                                                           |
| 35.                                                                                            | Monumental (Gudrun Gut Remix)                                                                  | 7:07                                                                                           |
| 总时长：                                                                                       | 总时长：                                                                                       | 2:28:41                                                                                        |

## 市場行銷
2021年8月24日，公佈正式片名為《駭客任務：復活》。2021年9月9日，釋出首條預告片，同时官方网站于9月7日完成更新，向访问者展示随机生成的短片，内容由访问者当地时间而定。第二支预告片于2021年12月6日公布。
2021年游戏大奖期间，Epic Games面向PlayStation 5和Xbox Series X/S平台发行技术演示作品《黑客帝国：矩阵觉醒》。

## 發行
《駭客任務：復活》由華納兄弟原定於2021年5月21日在美國上映。2020年6月，受2019冠狀病毒病美國疫情影響，本片延期至2022年4月1日上映，原檔期改為《哥吉拉大戰金剛》。2020年10月，電影提前至2021年12月22日在美國上映。2020年12月，宣佈電影將於上映當日同時在HBO Max上線，為期一個月。

### 評價
爛番茄根據360條評論，本片獲得63%的新鮮度，平均得分6.2／10，觀眾投票獲得63%的分數，平均得分為3.6／5。在Metacritic上，本片獲得63分。

### 票房
截至2021年12月26日，电影在北美地区收获2250万美元票房，在海外收获4730万美元，全球票房共计6980万美元。
影片与《歡樂好聲音2》和《金牌特務：金士曼起源》同日在北美上映，预计前五天在3552家影院收获4000万美元票房，部分媒体预计前六日票房高达7000万美元，结果票房为2250万美元（含1200万美元周末票房），表现差强人意，低于去年圣诞节华纳兄弟电影《神奇女侠1984》仅在2151家影院获得的1670万美元。部分人士认为部分原因是影片在HBO Max同步上线、观众口碑乏善可陈、圣诞节在星期六等。
海外方面，影片获得日本（390万美元）及泰国（79.4万美元）的票房冠军，在俄罗斯（390万美元）票房榜位列第二，首日票房超过同年上映的《永恒族》8%，超过2020年上映的《TENET天能》12%。次周末扩大到69个海外市场上映。
| 上一届： 《輪到你了》 | 2021年日本週末票房冠軍 第51週 | 下一届： 《劇場版 咒術迴戰 0》 |

## 外部連結
- 官方网站
- 互联网电影数据库（IMDb）上《駭客任務：復活》的资料（英文）
- Box Office Mojo上《駭客任務：復活》的资料（英文）
- Metacritic上《駭客任務：復活》的資料（英文）
- 爛番茄上《駭客任務：復活》的資料（英文）
- AllMovie上《駭客任務：復活》的资料（英文）
- 開眼電影網上《駭客任務：復活》的資料（繁體中文）
- 时光网上《駭客任務：復活》的資料（简体中文）
- 豆瓣电影上《駭客任務：復活》的資料 （简体中文）